# Franco Donato
Franco Peru Donato, arab. فرانكو بيرو دوناتو, (ur. 8 września 1981 w Kairze) – egipski strzelec specjalizujący się w skeecie, olimpijczyk z Pekinu i Rio de Janeiro.

## Życiorys
Egipcjanin zaczął uprawiać sport w 2004 roku. Jest praworęczny, mierzy z broni prawym okiem.

## Przebieg kariery
W 2008 wystartował w letnich igrzyskach olimpijskich w Pekinie, na których zajął 36. pozycję z dorobkiem 106 punktów. W 2009 zanotował najlepszy w swej karierze występ w strzeleckich zawodach Pucharu Świata, wygrywając konkurs rozegrany w Lonato, jak również zanotował najlepszy w karierze występ na mistrzostwach świata, w czempionacie w Mariborze zajmując 35. pozycję z rezultatem 118 punktów.
W 2015 otrzymał złoty medal mistrzostw Afryki. W 2016 roku zaś ponownie wystartował w letniej olimpiadzie, zajmując w swej konkurencji 28. pozycję z dorobkiem 115 punktów.